# 573
Раннє Середньовіччя. Триває чума Юстиніана. У Східній Римській імперії триває правління Юстина II. Візантійська імперія контролює значну частину володінь колишньої Римської імперії. Лангобарди частково окупували Італію і утворили в ній Лангобардське королівство. Франкське королівство розділене між синами Хлотара I. Іберію займає Вестготське королівство. В Англії розпочався період гептархії.
У Китаї період Північних та Південних династій. На півдні править династія Чень, на півночі — Північна Чжоу та Північна Ці. Індія роздроблена. У Японії триває період Ямато. У Персії править династія Сассанідів. Степову зону Азії та Східної Європи контролює Тюркський каганат.
На території лісостепової України в VI столітті виділяють пеньківську й празьку археологічні культури. VI століття стало початком швидкого розселення слов'ян. У Північному Причорномор'ї співіснують різні кочові племена, зокрема гуни, сармати, булгари, алани, авари.

## Події
- Перський шах Хосрав I захопив візантійську фортецю Дара. Інша частина перського війська вторглася в Сирію і пограбувала Антіохію. Облога Нісібіса; облога Дари.
- Франкський король Сігіберт I пішов війною на свого брата Хільперіка. Його союзники, германські племена з правого берега Рейну напали на околиці Парижа й Шартра.
- Франки дали відсіч лангобардам у Провансі.
- Король лангобардів Клеф завершив підкорення Тоскани.
- Папа Римський Іван III змушений покинути Рим і переховуватися в катакомбах на Аппійському шляху.